# Adrien Joseph Prax-Paris

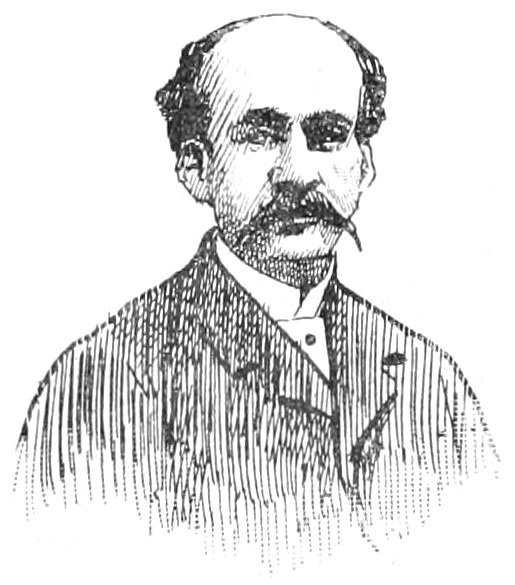
Adrien Joseph Prax-Paris in 1898

Marie Adrien Joseph Prax-Paris (Montauban, 2 oktober 1829 - Caussade, 22 september 1909) was een Frans bonapartistisch politicus. Hij was burgemeester van Montauban en zetelde van 1869 tot 1902 in het Franse parlement.

## Biografie
Prax-Paris was de zoon van een rijke handelaar. Vanaf 1858 zetelde hij in de Conseil général van het departement Tarn-et-Garonne. Hij studeerde rechten in Parijs en vestigde zich als advocaat in Montauban. Dankzij de erfenis van een oom kon hij rentenieren.
Tussen 1858 en 1892 zetelde hij in de Conseil général van het departement Tarn-et-Garonne. Hij werd in 1860 burgemeester van zijn geboortestad Montauban. Hij ondernam er grote openbare werken om de stad te moderniseren. Zo liet hij een slachthuis, een markthal en een jongenslyceum bouwen. Zijn vele bouwprojecten leverden hem de bijnaam "de Hausmann van Montauban" (le Hausmann montalbanais) op. Hij verliet het stadhuis in 1870.
Nog tijdens het Tweede Franse Keizerrijk zetelde hij als centrumrechts verkozene in het Corps législatif (Wetgevend Lichaam) tussen 23 mei 1869 en 4 september 1870. Daar stemde hij voor de oorlog tegen Pruisen.
In 1871 werd hij als lid van de bonapartistische partij Appel au Peuple voor Tarn-et-Garonne verkozen in de Assemblée nationale (Nationale Vergadering). Daar voerde hij hevig oppositie tegen het kabinet-Thiers en stemde mee met de rechtse fractie. Hij werd herkozen in de Chambre des députés (Kamer van Afgevaardigden) in 1876, 1877, 1881, 1885, 1889, 1893 en 1898. Vanaf 1889 zetelde hij namens de Union des Droites. Na een lange politieke carrière die 45 jaar overspande, nam hij verbitterd afscheid van de politiek na zijn nederlaag in de verkiezingen van 1902 tegen de republikein Charles Capéran.
Prax-Paris overleed in 1909 in zijn residentie, het kasteel van Treilhou in Caussade.

## Eerbewijzen
Op 11 augustus 1864 werd Adrien Joseph Prax-Paris ridder in het Legioen van Eer.
Het plein Place Prax-Paris in Montauban werd naar hem genoemd.